# Barthelia
Barthelia ist eine ausgestorbene Koniferengattung (Coniferopsida) aus der Ordnung der Voltziales mit nur einer Art und der einzige Vertreter der Familie Bartheliaceae.

## Merkmale
Die Zweige der Pflanzen sind irregulär verzweigt. Die Blätter sind bis fünf Zentimeter lang. Die Epidermiszellen der Blätter sind papillös, nahe der Blattbasis gibt es Trichome. Die Spaltöffnungsapparate sind in Bändern angeordnet, jeder Komplex besteht aus vier bis sieben Begleitzellen mit typischen dicken Zellwänden.
Die Pollenbildenden Zapfen sind klein, bis fünf Millimeter lang. Die Mikrosporophylle sind schraubig angeordnet, manche haben eine zweigeteilte Spitze. Die Zahl der Pollensäcke pro Sporophyll ist nicht bekannt. Die Pollenkörner sind monosaccat (haben einen Luftsack), an der Innenseite des Saccus gibt es netzförmige Auswüchse (der Pollen ist eusaccat). Der Pollen entspricht dem Typ Potonieisporites.
Die samenbildenden Zapfen sind zusammengesetzt und stehen in fertilen Zonen entlang der Sprossachse. Jeder Zapfen ist radialsymmetrisch und hat etliche sterile Schuppen mit orthotropen Samenanlagen auf schmalen Sporophyllen.
Barthelia furcata, die einzige Art, teilt einige Merkmale mit Emporia lockardii, die am gleichen Fundort vorkommt, aber länger zweiteilige Blätter hat und deren Stomata-Bänder auf die Blattunterseite beschränkt sind.

## Benennung
Die Gattung Barthelia ist benannt nach Manfred Barthel am Institut für Paläontologie im Naturkundemuseum Berlin, der nach Ansicht der Erstbeschreiber einen großen Anteil am Verständnis für fossile Koniferenarten hatte. Das Epitheton furcata der einzigen bekannten Art leitet sich von den verzweigten Blättern, Zweigen und Mikrosporophyllen ab, die kennzeichnend für diese Art sind.